# Spectru vizibil
Spectrul vizibil (numit uneori „spectrul optic”) reprezintă domeniul spectrului electromagnetic ce este vizibil și poate fi detectat de ochiul uman fără mijloace ajutătoare. Radiațiile electromagnetice din acest interval de lungimi de undă se numesc lumină (vizibilă). În condiții normale ochiul uman percepe în aer lungimile de undă din domeniul 380 - 750 nm (nanometri) cu o frecvență de 430 THz (750 nm) până la 750 THz (380 nm).